# 羽前成田駅
羽前成田駅（うぜんなりたえき）は、山形県長井市成田にある山形鉄道フラワー長井線の駅である。長井線が長井駅から鮎貝駅まで延伸した当初から存在する古い駅である。

## 歴史
この駅は1922年（大正11年）12月11日、長井線の長井駅から鮎貝駅までの延伸開通とともに開業した。この駅と同時に開業したのは蚕桑駅と鮎貝駅である。長い間国鉄長井線の駅であったが、その後1987年（昭和62年）4月1日に国鉄の分割民営化に伴い東日本旅客鉄道（JR東日本）長井線の駅となり、1988年（昭和63年）10月25日には長井線が山形鉄道に転換されフラワー長井線となったため、現在は山形鉄道フラワー長井線の駅となっている。

### 年表
- 1922年（大正11年）12月11日：長井線長井 - 鮎貝間開通と共に開業[1]。
- 1961年（昭和36年）6月10日：貨物取扱廃止[1]。
- 1964年（昭和39年）4月1日：業務委託駅となる[3]。
- 1984年（昭和59年）3月19日：駅員無配置駅となる[2]（簡易委託化[3]）。
- 1987年（昭和62年）4月1日：国鉄分割民営化に伴い、JR東日本の駅となる[1]。
- 1988年（昭和63年）10月25日：山形鉄道へ移管[1][4]。
- 1997年（平成9年）4月1日：簡易委託を解除して完全な無人駅となる[3]。
- 2015年（平成27年）8月4日：駅本屋が西大塚駅とともに登録有形文化財に登録される[3]。

## 駅構造
駅舎とそれに接して単式ホーム1面1線を持つ地上駅である。かつては相対式ホーム2面2線を持っており列車同士の行き違いが可能であったが、駅舎に接しないほうの1面1線は撤去されこのようになった。ホームの駅舎脇には切欠きホームがあり、かつては赤湯方面から分岐した側線がここに入っていて貨物用に使用されていたが、線路は撤去されている。
駅舎は国鉄時代からの古い木造駅舎で、長井線では標準形のものにあたる。古くは蚕桑駅・時庭駅・梨郷駅・西大塚駅と多数の駅に同型のものがあったが蚕桑駅のものは1994年（平成6年）4月に、時庭駅のものは1996年（平成8年）12月に、梨郷駅のものは1999年（平成11年）7月に改築されるなどいまやフラワー長井線内で木造駅舎を見ることも少なくなった。
以前は委託駅であったが、1997年（平成9年）4月1日からは無人駅となっている。

### 駅構内

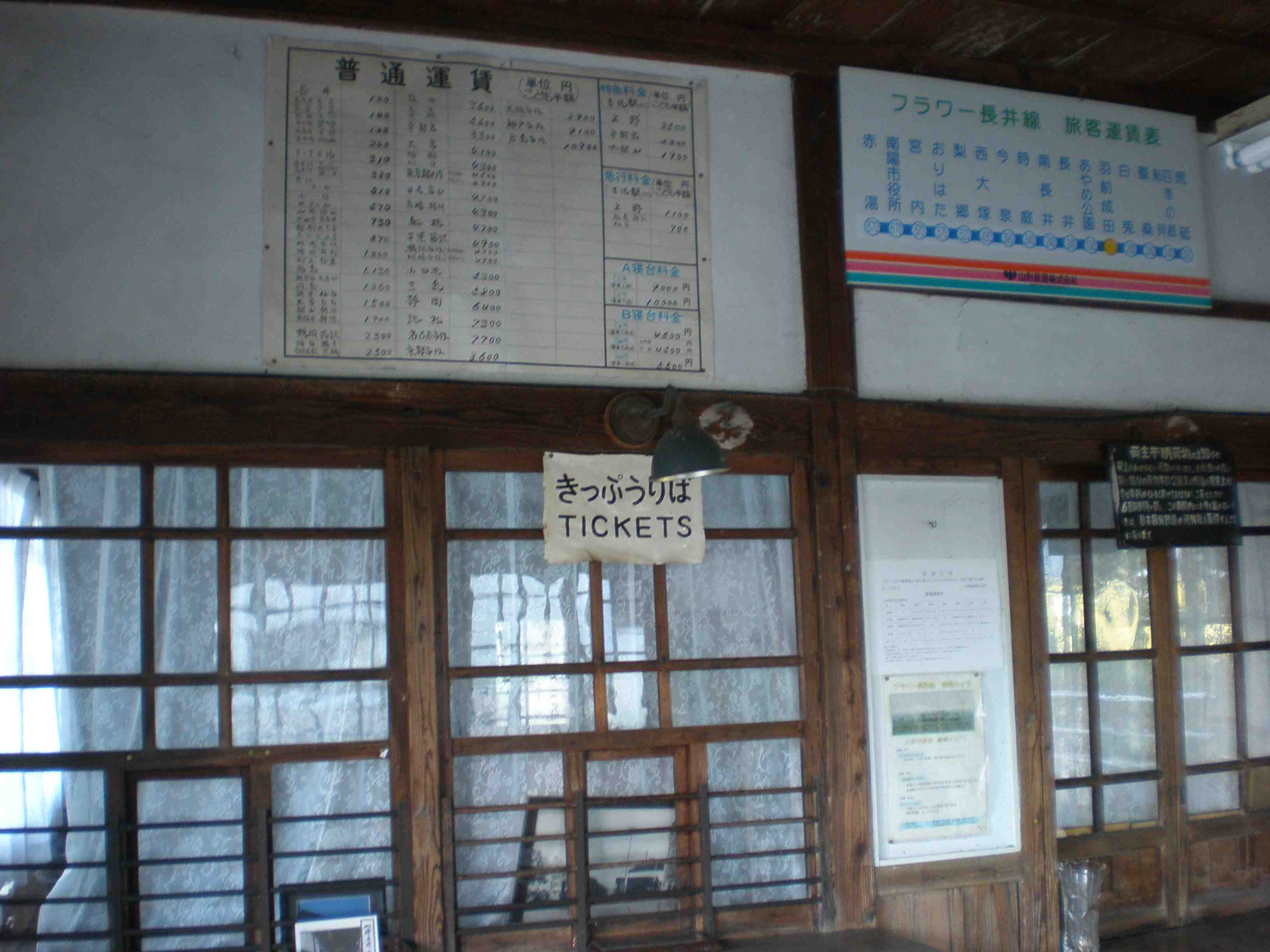
構内(2015年9月)
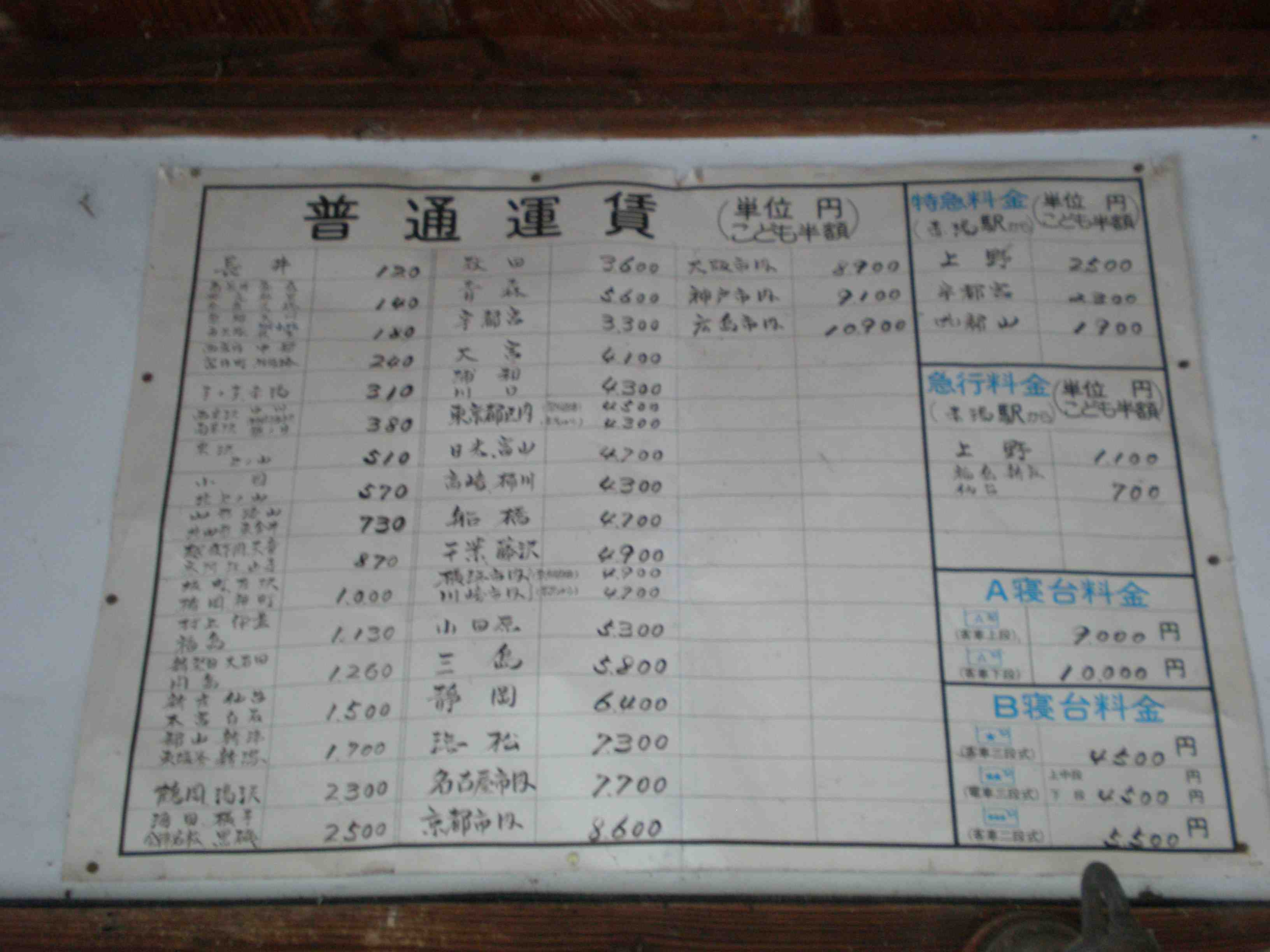
運賃表(2015年9月)
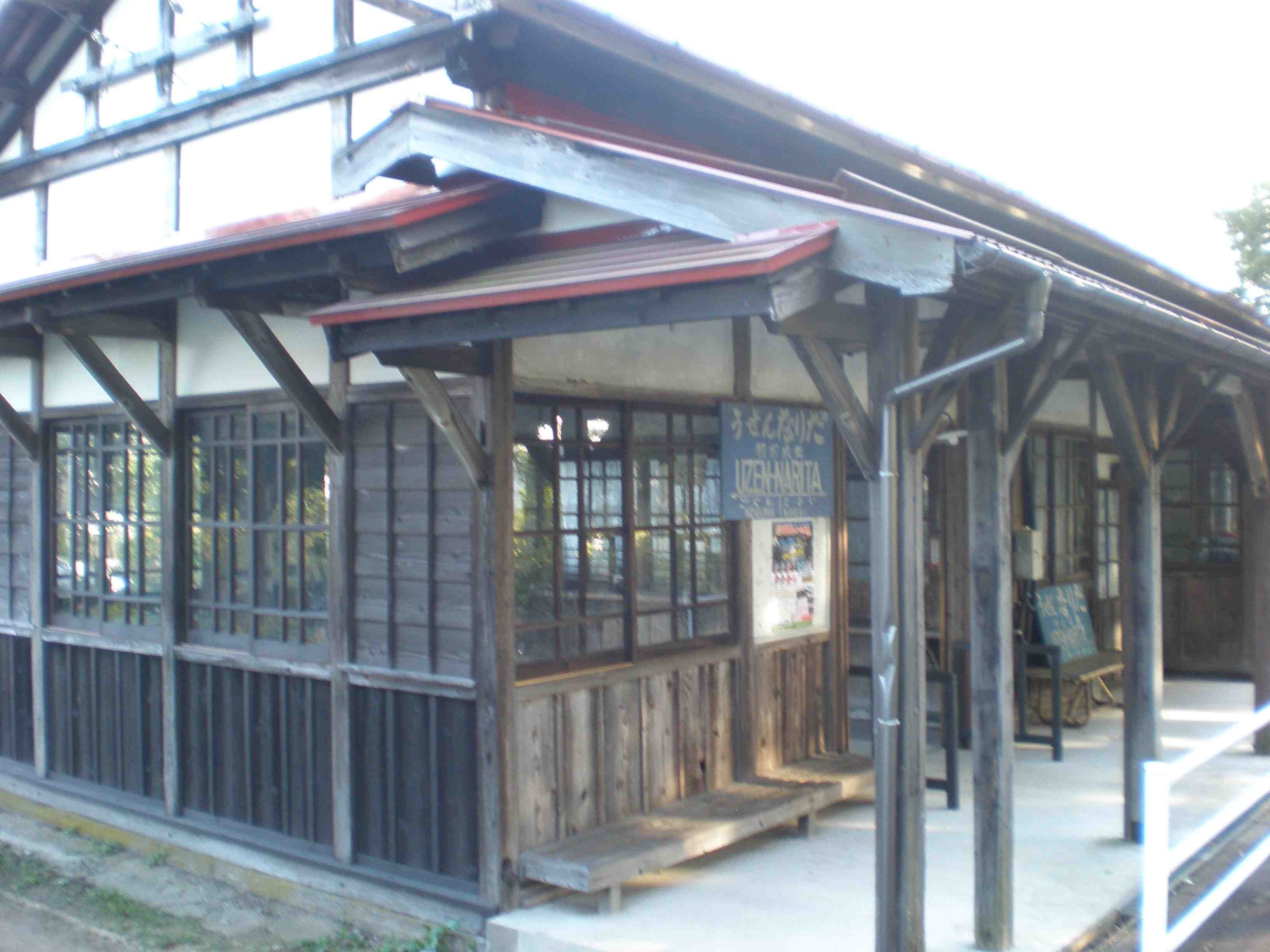
ホームから(2015年9月)
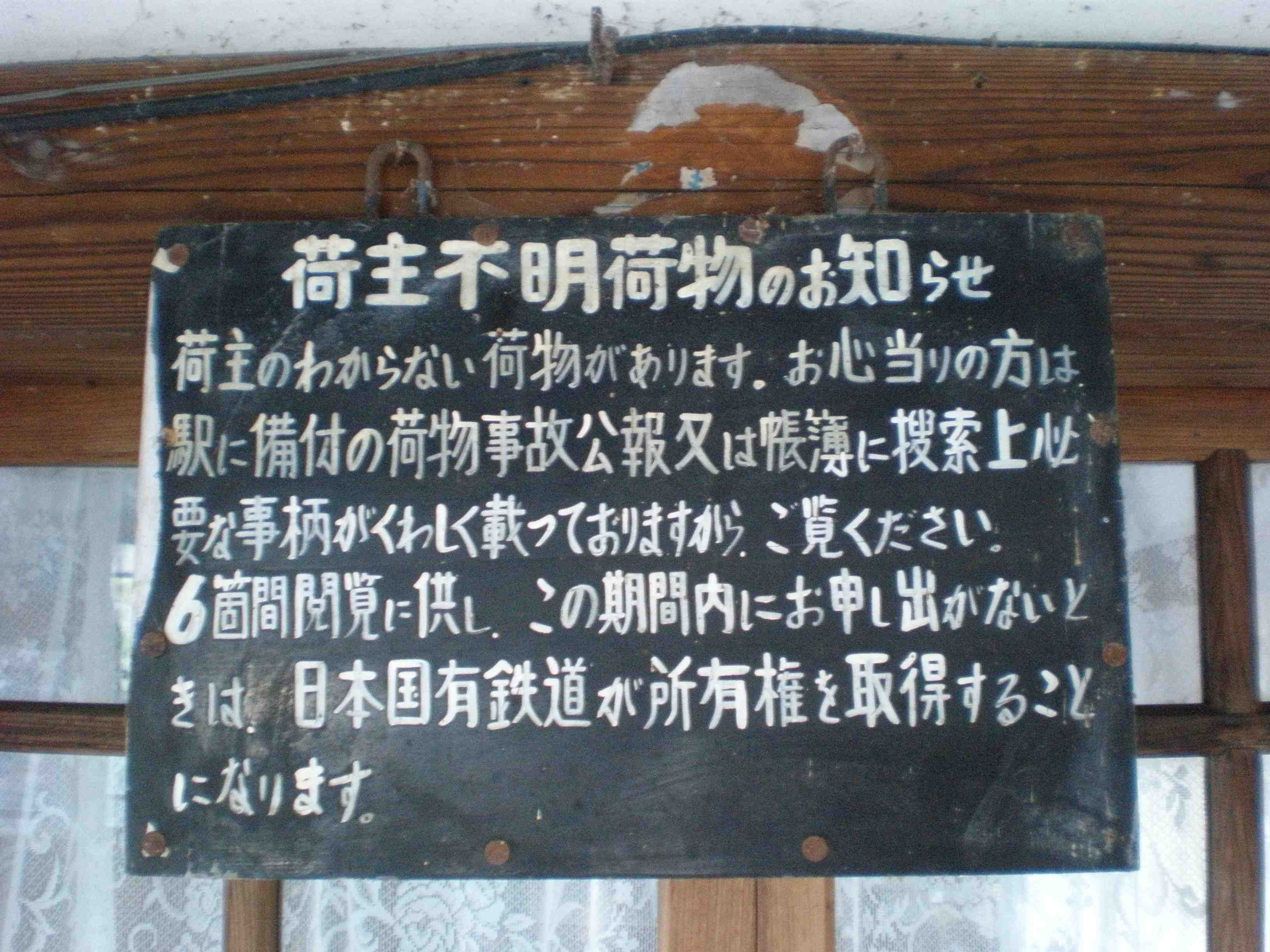
荷主不明荷物のお知らせ(2015年9月)

## 利用状況
- 2017年度の1日平均乗車人員は50人である。

| 乗車人員推移 | 乗車人員推移 |
| 年度         | 1日平均人数  |
| ------------ | ------------ |
| 1997         | 104          |
| 1998         | 100          |
| 1999         | 109          |
| 2000         | 98           |
| 2001         | 92           |
| 2002         | 90           |
| 2003         | 85           |
| 2004         | 86           |
| 2005         | 80           |
| 2006         | 76           |
| 2007         | 68           |
| 2008         | 66           |
| 2009         | 62           |
| 2010         | 64           |
| 2011         | 63           |
| 2012         | 61           |
| 2013         | 55           |
| 2014         | 53           |
| 2015         | 51           |
| 2016         | 50           |
| 2017         | 50           |

## 駅周辺
この駅は長井の市街地とは野川という最上川の支流によって隔てられた長井市致芳地区にある。駅から300メートルほど東方向に進むと山形県道9号長井大江線に突き当たるが、このあたりでは人家はこの道路沿いに集まっていて、この道路に沿って商店などもある。
この駅の西側や東側の道路から少し離れた場所はまったくの田園地帯である。しかしこの駅から山形県道9号長井大江線までや今述べたように山形県道9号長井大江線沿いには人家があって、この駅は街の中にあるといえよう。
なお当駅から東方向に1キロメートル程度進むと先ほど述べた野川と、最上川の合流点がある。そしてその向こう岸には国道287号が走っているのだが、橋がないため直接到達することはできない。以下には当駅附近の主要な施設等を列挙する。
- 羽前成田郵便局
- 長井市立致芳小学校
- 長井市立長井北中学校
- 長井市成田地区福祉センター

- 北東公民館
- 吉川記念病院
- 野川
- 最上川

## 隣の駅
山形鉄道
■フラワー長井線
あやめ公園駅 - 羽前成田駅 - 白兎駅